# Francisco de Sá Brito
Francisco Isidoro de Sá Brito (Porto Alegre, 18 de julho de 1808 — Alegrete, 14 de julho de 1875) foi um escritor, magistrado, advogado, jornalista e político brasileiro do século XIX. Como escritor, foi um dos vários membros da Sociedade Partenon Literário.

## Biografia
Filho do comerciante Francisco de Sá Brito (c. 1770-1838) e de Anna Joaquina de Oliveira Bastos (1790-1827), frequentou as escolas de Antônio d'Ávila, do padre Tomé Luís de Sousa e do padre João de Santa Bárbara. 
Em 1827 foi a Portugal, onde se matriculou na Faculdade de Direito da Universidade de Coimbra. Transferiu-se para a então recém-criada Faculdade de Direito do Largo de São Francisco, onde concluiu o curso em 1832.
De volta ao Rio Grande do Sul, tornou-se juiz em Alegrete, depois em Porto Alegre. Foi deputado provincial na primeira legislatura (1835).
Fundou, ao lado de José Calvet, o jornal O Continentista, em Porto Alegre. Teve participação moderada na Revolução Farroupilha, onde defendeu a deposição de Antônio Rodrigues Fernandes Braga e sua substituição por José de Araújo Ribeiro. Abandonou o movimento junto com Bento Manuel Ribeiro, voltando de novo, com este, a apoiar a causa farroupilha. Em Alegrete teve posição destacada na República Rio-grandense (1836-1845), sendo um dos autores de sua constituição.

### Escritor
Escreveu poemas e romances, tendo publicado diversas vezes na revista da Sociedade Partenon Literário, como F. Sá Brito ou S. Brito. 
Foi autor dos textos que deram origem a Memória da Guerra dos Farrapos, publicada em 1950 pela Gráfica Editora Souza do Rio de Janeiro, sendo importante fonte de referência sobre o período.
Foi também vereador em Alegrete, de 1845 a 1849.

### Família
Sá Brito foi casado com Carlota de Souza Cambraia, filha do tenente Antônio Luiz de Souza Cambraia, um dos sesmeiros povoadores do Alegrete. O casal teve dezessete filhos, dentre eles Severino de Sá Brito, autor de "Trabalhos e Costumes dos Gaúchos" (1928). 
Uma de suas netas, Ana Clara de Sá e Silva, foi casada com Demétrio Nunes Ribeiro.
Um sobrinho de Francisco, José de Sá Brito (1844-1890), também foi membro da Sociedade Partenon Literário.
Em Alegrete, Francisco foi proprietário da "Estância Sá Brito", às margens do rio Ibirapuitã, a qual faz parte do projeto de turismo rural "Caminho da Rota Estâncias do Pampa", promovido pela prefeitura municipal, governo do estado e parceiros.
O algibe de sua antiga residência em Alegrete, construída na década de 1840 e demolida em 2014, foi doado ao campus Alegrete da Unipampa.